# Joseph Owens
Joseph Owens, S.J. (Ojciec Joseph Owens) jest rzymskokatolickim kapłanem, działaczem społecznym pracującym wiele lat na Karaibach i Ameryce Centralnej. Jest autorem książki Dread, The Rastafarians of Jamaica (1974), napisanej między 1970 a 1972 podczas pracy i życia razem z członkami społeczności rastafarianskiej w Kingston. Znajdują się w niej rozważania teologiczne i filozoficzne na temat ich związków z Chrześcijaństwem, Judaizmem czy Biblią.
Owens studiował filozofię w Boston College oraz przetłumaczył książkę Antonio Gonzaleza pt.The Gospel of Faith and Justice.

## Opublikowane prace
- Dread, The Rastafarians of Jamaica (1974) ISBN 0-435-98650-3
- The Gospel of Faith and Justice (2005), auth. Antonio Gonzalez, transl. Joseph Owens ISBN 978-1570756115